# Elvin Bishop
Elvin Bishop (Glendale, 1942. október 21. –) amerikai blues- és rockénekes, gitáros, zenekarvezető, dalszerző.

## Pályakép
Egy tanyán cseperedett az Iowában. 10 éves korában Oklahoma államba költöztek. Ott járt középiskolába majd teljes ösztöndíjat kapott a Chicagói Egyetemen. 1960-ban fizika szakon végzett.
1963-ban találkozott Paul Butterfield szájharmonikással, csatlakozott Butterfield blues együtteséhez és öt évig velük maradt. Az évek során Bishop számos más blues-előadóval, például John Lee Hookerrel és Clifton Chenier-vel és másokkal készített felvételeket. 1975-ben játszott Bo Diddley-vel, 1995-ben turnézott BB Kinggel.
2016-ban a Blues Hírességek Csarnokába került.

## Lemezek
(válogatás)
- The Elvin Bishop Group (Fillmore, 1969)
- Feel It! (Fillmore, 1970)
- Rock My Soul (Epic, 1972)
- Let It Flow (Capricorn, 1974)
- Juke Joint Jump (Capricorn, 1975)
- Struttin' My Stuff (Capricorn, 1975)
- Hometown Boy Makes Good! (Capricorn, 1976)
- Hog Heaven (Capricorn, 1978)
- Is You Is or Is You Ain't My Baby (Line, 1981)
- Big Fun (Alligator, 1988)
- Don't Let the Bossman Get You Down! (Alligator, 1991)
- Ace in the Hole (Alligator, 1995)
- The Skin I'm In (Alligator, 1998)
- Gettin' My Groove Back (Blind Pig, 2005)
- The Blues Rolls On (Delta Groove, 2008)
- Chicago Blues Buddies (Blackderby, 2009)
- Red Dog Speaks (Delta Groove, 2010)
- She Puts Me In The Mood (Blues Boulevard, 2012)
- Can't Even Do Wrong Right (Alligator, 2014)
- Elvin Bishop's Big Fun Trio (Alligator, 2017)
- Something Smells Funky 'Round Here (Alligator, 2018)

## Díjak
- Rock and Roll Hall of Fame (2015)
- Blues Hall of Fame (2016)